# Яптик-Сале
Яптик-Сале (также Яптиксале) — посёлок в Ямальском районе Ямало-Ненецкого автономного округа России.

## География
Расположен на берегу устья реки Ляккатосё (у мыса Мунга), при её впадении в Обскую губу (залив Карского моря).
Находится в 391 км к северо-востоку от Салехарда.
Входит в пограничную зону РФ, которая в пределах ЯНАО установлена в полосе местности шириной 10 км от морского побережья.

## Население
| 1989 | 2002 | 2010 | 2021 |
| ---- | ---- | ---- | ---- |
| 366  | ↘138 | ↘63  | ↘4   |

## История
С 2004 до 2021 гг. входил в состав Мыс-Каменского сельского поселения, упразднённого в 2021 году в связи с преобразованием муниципального района в муниципальный округ.

## Экономика
Оленеводство, рыболовство.